# غلين هيلي
غلين هيلي هو لاعب هوكي الجليد كندي، ولد في 23 أغسطس 1962 في بيكرينغ في كندا.

## وصلات خارجية
- غلين هيلي على موقع دوري الهوكي الوطني (الإنجليزية)
- غلين هيلي على موقع EliteProspects.com (الإنجليزية)
- غلين هيلي على موقع HockeyDB.com (الإنجليزية)
- غلين هيلي على موقع Hockey-Reference.com (الإنجليزية)